# إيمي ستيلر
إيمي ستيلر (بالإنجليزية: Amy Stiller)‏ هي ممثلة أمريكية، ولدت في 9 أغسطس 1961 بنيويورك في الولايات المتحدة.

## أعمال

### أفلام
- (1970) أحباء وغرباء آخرون
- (1996) رجل السلك[2]
- (2001) زولاندر[3]
- (2008) الرعد الاستوائي[4]
- (2010) صغار عائلة فوكرز[5][6]
- (2013) حياة والتر ميتي السرية[7]
- (2016) زولاندر 2[8]

### مسلسلات
- ذا كينغ أوف كوينز
- قانون ونظام[9]

## وصلات خارجية
- إيمي ستيلر على موقع IMDb (الإنجليزية)
- إيمي ستيلر على موقع ألو سيني (الفرنسية)
- إيمي ستيلر على موقع أول موفي (الإنجليزية)
- إيمي ستيلر على موقع قاعدة بيانات الأفلام السويدية (السويدية)
- إيمي ستيلر على موقع إن إن دي بي (الإنجليزية)
- إيمي ستيلر على موقع قاعدة بيانات الفيلم (الإنجليزية)
- إيمي ستيلر على موقع كينوبويسك (الروسية)